# Z 29
Der Zerstörer Z 29 war ein Kriegsschiff des Typs Zerstörer 1936 A der deutschen Kriegsmarine.

## Allgemeines
Z 29 war das siebte von insgesamt acht Booten des Typs 1936 A, die länger und breiter als der „Zerstörer 1936“ waren, mit einer stärkeren Fla-Bewaffnung ausgestattet waren und eine wesentlich veränderte Artilleriebewaffnung hatten. Statt fünf 12,7-cm-Einzellafetten waren nun drei Einzellafetten und eine Doppellafette auf der Back mit jeweils 15 cm vorgesehen. Da die Doppellafetten jedoch erst später fertiggestellt wurden, wurden die Boote zunächst mit vier 15-cm-Geschützen in Einzellafetten ausgerüstet. Z 29 erhielt den Doppelturm erst Anfang 1945, dazu ein Funkmessortungsgerät „Hohentwiel“. Im Verlauf des Krieges wurde die Flugabwehrbewaffnung der Boote mehrfach verstärkt. Bei Kriegsende bestand die Flakbewaffnung von Z 29 aus elf 3,7-cm-Flak (4×2, 3×1) und 21 2-cm-Flak (3×4, 4×2, 1×1).

## Geschichte

### 1941–1942
Z 29 wurde am 21. März 1940 bei der DeSchiMAG-Werft AG „Weser“ in Bremen auf Kiel gelegt. Der Stapellauf erfolgte am 16. Oktober 1940, die Indienststellung am 25. Juni 1941 bei der 8. Zerstörerflottille. Erster Kommandant war Korvettenkapitän Curt Rechel. Nach Übungs- und Erprobungsfahrten in der Ostsee versah das Boot Sicherungsdienst in der Nordsee und vor Norwegen. Im Januar 1942 gehörte das Boot zum Geleitschutz des Schlachtschiffs Tirpitz bei dessen Verlegung von Wilhelmshaven nach Trondheim. Im Februar 1942 leistete Z 29 den Schlachtschiffen Scharnhorst und Gneisenau und dem Schweren Kreuzers Prinz Eugen Geleitschutz, beim „Unternehmen Cerberus“, dem Durchbruch von Brest durch den Ärmelkanal nach Deutschland.
Im Mai 1942 verlegte Z 29 im Verband mit dem Schweren Kreuzer Lützow, drei weiteren Zerstörern und dem Flottentender Jagd nach Norwegen. Dort nahm das Schiff zunächst am 17./18. Mai an einer Minenlegeunternehmung im westlichen Skagerrak zur Verlängerung der Westwall-Minensperren teil, ehe der Verband über Trondheim (19. Mai) und den Ofotfjord (25. Mai), wo der Schwere Kreuzer Admiral Scheer hinzustieß, in den Altafjord (3. Juli) weiterfuhr. Dort traf der Verband mit einer Kampfgruppe unter Generaladmiral Schniewind mit dem Schlachtschiff Tirpitz, dem Schweren Kreuzer Admiral Hipper und weiteren Zerstörern und Torpedobooten zusammen, um dann im „Unternehmen Rösselsprung“ den Nordmeergeleitzug PQ 17 anzugreifen. Da der Geleitzug jedoch bereits von U-Booten und der Luftwaffe zerschlagen worden war, wurde das Unternehmen abgebrochen, und die Kampfgruppe lief nach Narvik zurück.
Im September 1942 legte Z 29, im Verband mit anderen Schiffen, Minen vor der nordnorwegischen Küste, in der Kara-Straße und bei Nowaja Semlja. Im Oktober eskortierten Z 29 und weitere Zerstörer die Admiral Scheer nach Narvik, dann die Admiral Scheer und die Tirpitz nach Trondheim. Im November gehörte Z 29 zum Geleit der Admiral Scheer von Trondheim nach Kopenhagen und danach des Leichten Kreuzers Nürnberg von Kopenhagen über Trondheim in die Bogenbucht bei Narvik. Am 9. Dezember kehrte Z 29 in den Altafjord zurück. Das Schiff gehörte dann zu den Einheiten, die am 30. Dezember 1942 unter dem Kommando von Vizeadmiral Kummetz zum „Unternehmen Regenbogen“, dem Angriff auf den Geleitzug JW 51B, ausliefen. Dabei kam es am 31. Dezember zu heftigen Kampfhandlungen mit dem britischen Geleitschutz, bis Kummetz, gemäß der Weisung, keine unnötigen Risiken einzugehen, den Kampf abbrach und in den Altafjord zurückkehrte.

### 1943
Am 24. Januar 1943 geleiteten Z 29 und zwei weitere Zerstörer die Admiral Hipper und den Leichten Kreuzer Köln vom Altafjord nach Kiel, wo sie am 8. Februar 1943 einliefen. Am nächsten Tag ging das Boot zur Überholung in die Werft des Norddeutschen Lloyd in Wesermünde. In dieser Zeit wechselte der Kommandant: Korvettenkapitän Theodor von Mutius übernahm das Schiff am 1. April 1943 und befehligte es bis Kriegsende. Nach Werftliegezeit und anschließenden Ausbildungsfahrten in der Ostsee ging das Boot am 22. Juli wieder nach Nordnorwegen. Trondheim wurde am 26. Juli, der Altafjord am 3. August erreicht.
Vom 6. bis 9. September nahm Z 29 mit den Schlachtschiffen Tirpitz und Scharnhorst und neun Booten der 4., 5. und 6. Zerstörerflottille an dem Raid auf Spitzbergen („Unternehmen Sizilien“, auch „Unternehmen Zitronella“) teil, wobei die Tirpitz und die 4. Zerstörerflottille mit Z 29 die Wetterstation Barentsburg und Umgebung beschossen. Z 29 erhielt vier Treffer vom Kaliber 10 cm, davon zwei in den Schiffsrumpf, und hatte 3 Tote zu beklagen. Das Boot musste beim Rückmarsch wegen der Löcher im Rumpf und der dadurch verminderten Seefähigkeit in Lee der beiden Schlachtschiffe fahren.
Am Abend des 25. Dezember 1943 liefen das Schlachtschiff Scharnhorst sowie die Zerstörer Z 29, Z 30, Z 33, Z 34 und Z 38 der 4. Zerstörerflottille unter Kapitän zur See Rolf Johannesson ins Nordmeer aus, um dort den Geleitzug JW 55B anzugreifen. Nachdem am 26. Dezember bei einem kurzen Artillerieduell mit den britischen Kreuzern Belfast, Sheffield und Norfolk das vordere Funkmess-Ortungsgerät der Scharnhorst zerstört worden war und es daher nicht möglich war, an den Geleitzug heranzukommen, wurde die Unternehmung gegen Mittag abgebrochen. Am Abend wurde die Scharnhorst, die getrennt von den Zerstörern zurück marschierte, von einem britischen Verband mit dem Schlachtschiff Duke of York gestellt und versenkt (Seegefecht vor dem Nordkap). Es gelang den Zerstörern nicht mehr, der Scharnhorst zu Hilfe zu kommen. Sie liefen am 27. Dezember in den Altafjord ein.

### 1944
Nahezu das gesamte Jahr 1944 diente Z 29 weiterhin im Nordmeer und dem Nordpolarmeer, unterbrochen nur durch einen Reparaturaufenthalt bei dem Maureb in der Bogenbucht bei Narvik vom 28. September bis zum 8. Oktober. Danach war das Boot, mit den anderen vier Booten der 4. Zerstörerflottille (Z 31, Z 33, Z 34 und Z 38) im Raum Kirkenes-Nordkapp zur Unterstützung des XIX. Gebirgsjägerkorps, das seit dem 7. Oktober durch eine starke sowjetische Offensive im Raum Petsamo-Kirkenes von der Birke-Stellung an der Sapadnaja Liza zurückgedrängt wurde. Vom 23. bis zum 31. Oktober war die Flottille im täglichen Einsatz zur Deckung von Rückzugs- und Räumgeleiten, zur Evakuierung der deutschen Truppen aus Vardø und Honningsvåg und zum Vorpostendienst im Tanafjord eingesetzt. Vom 6. bis zum 18. November versah die Flottille Flankensicherung für das „Unternehmen Nordlicht“, die Räumung des Tana-Abschnitts der Eismeerfront und die schrittweise Zurücknahme der deutschen 20. Gebirgs-Armee nach Lyngen. Am 18. November liefen die Zerstörer wieder im Altafjord ein. Am 24. November ging Z 29 nach Tromsø zur Reparatur von Lenzpumpen. Anschließend verlegte der Zerstörer in den Lafjord südlich von Honningsvåg. Am 16. Dezember warfen Z 29 und Z 31 bei Honningsvåg eine Minensperre.

### 1945
Z 29 lief am 23. Dezember 1944 aus dem Lafjord aus und erreichte Kiel am 1. Januar, Wesermünde am 4. Januar 1945. Dort ging das Boot zur Überholung ins Dock. Bis Kriegsende wurde das Boot nicht mehr einsatzbereit. Am 10. Mai 1945 wurde es von einem britischen Kommando übernommen. Im Herbst wurde Z 29 der US Navy als Kriegsbeute zugesprochen, die aber auf das Boot verzichtete. Es wurde von der Royal Navy ausgeschlachtet und am 16. Dezember 1946 – mit Gasmunition beladen – am Westausgang des Skagerrak versenkt.

## Kommandanten
- 25. Juni 1941–31. März 1943: Korvettenkapitän/Fregattenkapitän Curt Rechel
- 1. April 1943–7. Mai 1945: Korvettenkapitän Theodor von Mutius

## Bekannte Besatzungsangehörige
- Uwe Sörensen (1920–2006), war von 1971 bis 1979 als Flottillenadmiral im Marineamt Admiral Marinerüstung